# Scriptaphyosemion liberiense
Scriptaphyosemion liberiense är en fiskart som först beskrevs av Boulenger, 1908.  Scriptaphyosemion liberiense ingår i släktet Scriptaphyosemion och familjen Nothobranchiidae. IUCN kategoriserar arten globalt som nära hotad. Inga underarter finns listade i Catalogue of Life.